# Houstonie pygmée
Houstonia wrightii
 (septembre 2021).
Si vous disposez d'ouvrages ou d'articles de référence ou si vous connaissez des sites web de qualité traitant du thème abordé ici, merci de compléter l'article en donnant les références utiles à sa vérifiabilité et en les liant à la section « Notes et références ».
Espèce
Synonymes
- Anotis cervantesii (Kunth) DC.[2]
- Ereicoctis cervantesii (Kunth) Kuntze[2]
- Hedyotis cervantesii Kunth[2] [3]
- Hedyotis pumila Willd. ex Roem. & Schult.[2]
- Hedyotis pygmaea Roemer & J.A. Schultes[3]
- Hedyotis wrightii (A.Gray) Fosberg[2]
- Hedyotis wrightii (Gray) Fosberg[3]
- Houstonia humifusa Hemsl.[2]

Houstonia wrightii est une espèce de plantes de la famille des Rubiaceae qui est originaire du Sud-Ouest des États-Unis et du Nord du Mexique.

## Répartition
Houstonia wrightii se rencontre aux États-Unis en Arizona, au Nouveau-Mexique et dans l'Ouest du Texas, et, au Mexique, dans les États de Chihuahua, Sonora et Hidalgo. 